# Équipe provinciale de reconstruction
Pour les articles homonymes, voir EPR.
 (janvier 2013).

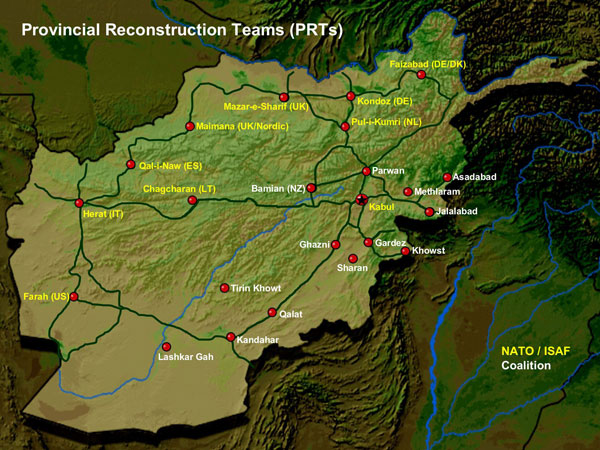
Les 25 EPR en 2005.

L’équipe provinciale de reconstruction (EPR) (plus communément appelée PRT pour provincial reconstruction team chez les militaires) aide le gouvernement afghan élu démocratiquement à consolider son autorité et à reconstruire l’Afghanistan en fournissant des services aux citoyens. Il y a 25 EPR au travers l’Afghanistan faisant de l'action civilo-militaire. 

## EPR Canadienne

### Historique et emplacement
Le rôle du Canada dans la force de sécurité internationale en Afghanistan a consisté entre autres à la prise en charge d'une EPR en août 2005 et à installer son siège au Camp Nathan Smith dans la province de Kandahar, ancien château fort du régime répressif Talibans. Cette province, qui est la plus ciblée par les insurgés, est celle où les besoins de la population sont les plus significatifs.

### Mission
L’EPR canadienne compte 330 membres, principalement des diplomates, des spécialistes du développement, des policiers, des policiers militaires et des militaires des forces canadiennes. Son mandat consiste à appuyer la stratégie de développement national en offrant les ressources humaines et matérielles afin de promouvoir la sécurité, la gouvernance et le développement en Afghanistan. 
Dans ce cadre, les membres de l’EPR contribuent à la formation de policiers civils Afghans et au renforcement des capacités du peuple Afghan en matière de justice. Ils participent également à la construction d’installations sanitaires, médicales, électriques dans les villages tout comme à l’élaboration de système d’approvisionnement en eau potable qui font cruellement défaut dans la plupart des communautés Afghanes.